# Dušan Marković
Dušan Marković (ur. 9 marca 1906 w Krčedinie, zm. 29 listopada 1974 w Nowym Sadzie) – jugosłowiański piłkarz i trener, reprezentant kraju.

## Kariera klubowa
Marković urodził się w Krčedinie, znajdującym się w granicach Austro-Węgier. Swoją przygodę z futbolem rozpoczął w 1921 w zespole FK Vojvodina. Reprezentował barwy tego zespołu przez 14 lat, stając się jednym z najważniejszych zawodników klubu w okresie międzywojennym. W 1935 opuścił Vojvodinę na rzecz OFK Beograd. 
Jako zawodnik OFK miał udział w zdobyciu mistrzostwa Jugosławii w sezonie 1935/36. Po dwóch latach gry w Belgradzie, w 1937 wyjechał do Francji. Został tam zawodnikiem Grenoble Foot 38. Po roku gry w Grenoble, w 1938 zakończył karierę piłkarską. 

## Kariera reprezentacyjna
Marković został powołany przez trenera Boško Simonovicia na Mistrzostwa Świata 1930. Reprezentacja Jugosławii zajęła na tym turnieju 4. miejsce, a Marković nie zagrał w żadnym ze spotkań turnieju. Jedyny mecz w reprezentacji rozegrał 9 października 1932 przeciwko Czechosłowacji. Mecz zakończył się porażką Jugosławii 1:2.
| Mecze i gole w reprezentacji | Mecze i gole w reprezentacji | Mecze i gole w reprezentacji | Mecze i gole w reprezentacji | Mecze i gole w reprezentacji | Mecze i gole w reprezentacji | Mecze i gole w reprezentacji |
| #                            | Data                         | Miasto                       | Przeciwnik                   | Gol                          | Wynik                        | Rozgrywki                    |
| ---------------------------- | ---------------------------- | ---------------------------- | ---------------------------- | ---------------------------- | ---------------------------- | ---------------------------- |
| 1.                           | 09.10.1932                   | Praga                        | Czechosłowacja               |                              | 1:2                          | towarzyski                   |

## Kariera trenerska
Marković w 1938 został trenerem Graǵanski Skopje. Poprowadził zespół do mistrzostwa Prwenstvo na Skopski loptaczki podsawez w sezonie 1939. W tym samym roku rozpoczął pracę w FK Željezničar, która trwała do 1941. W latach 1967–1968 pracował jako trener marokańskiej drużyny narodowej.

## Sukcesy

### Zawodnik
OFK Beograd
- Mistrzostwo Jugosławii (1): 1935/36

### Trener
Graǵanski Skopje
- Prwenstvo na Skopski loptaczki podsawez (1): 1939